# 費姆 (密西西比州)
費姆（英語：Fame）是位於美國密西西比州韋伯斯特縣的非建制地區。

## 歷史
費姆的郵局於1875年設立，其後於1909年停運。

## 地理
費姆所處的海拔為高於海平面147米（即482英呎），而該地所採用的時區為UTC-6，即北美中部時區（CST）。同時該地設有夏令時間，為UTC-6調快一小時，即UTC-5（CDT）。